# Руины церкви в Тржесаче
Руины церкви в Тшенсаче ― оставшиеся фрагменты здания древней церкви, построенной в деревне Тшенсаче, Грыфицкий повят, Западно-Поморское воеводство, Польша. 
Первая церковь, построенная из дерева, была возведена в городе в 1124 году; вторая, сделанная из кирпича, ― примерно около 1270 года; и, наконец, третья ― в конце XIV или начале XV века.На тот момент она располагалась почти в двух километрах от моря. Кроме церкви, к северу от города Тшенсач раньше также была ещё одна деревня, которая полностью ушла под воду. Изначально церковь была католической, но в начале XVI века, после начала Реформации, она стала протестантской. Согласно данным некоторых летописей, эта церковь была третьим христианский храмом в Померании.

## Абразия
С течением времени, процесс абразии, вызвал распространение вод Балтийского моря на земли около церкви. Вода подступала из года в год: в 1750 году море находилось в 58 метрах от неё; в 1771 году ушла под воду часть кладбища, а 1820 году дистанция сократилась до 13 метров. Наконец, 2 августа 1874, в храме прошла последняя служба. Затем вся церковная утварь была перевезена в Кафедральный собор в Камень-Поморском, за исключением триптиха, который сейчас хранится в церкви в деревне Ревель. В 1885 году храм оказался стоять над пропастью и, с разрешения прусского правительства, он был окончательно заброшен и с него сняли крышу.
В ночь с 8 на 9 апреля 1901 года наиболее уязвимая северная стена церкви рухнула. В течение следующих лет, по частям, большую часть здания поглотило море, которое упорно продвигалось на юг, забирая землю. 1 февраля 1994 года обрушилась часть южной стены.
По данным ученых, с конца XIX века море занимало около 40 сантиметров земли в год. С течением времени, местные органы власти – как Пруссии, а затем и (после 1945 года) Польши, – пытались спасти храм, устанавливая бетонные блоки, но все попытки были безуспешны. В настоящее время ведутся интенсивные работы по спасению руин, поскольку они являются единственными в своём роде в Европе. Согласно одному из таких проектов, последние остатки стены должны быть перемещены на юг, подальше от моря, однако риск полного развала был слишком высок.

## Галерея

Разрушение
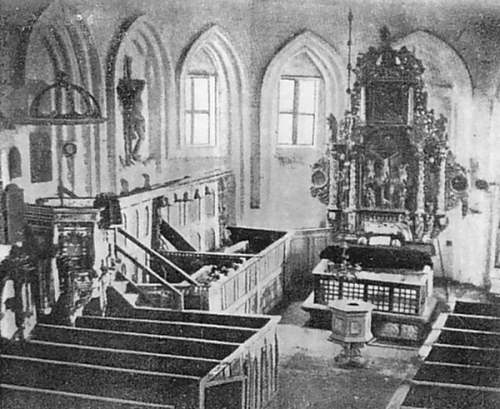
1870 год
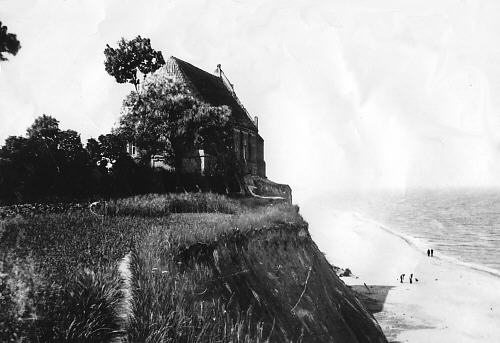
1870 год, церковь снаружи
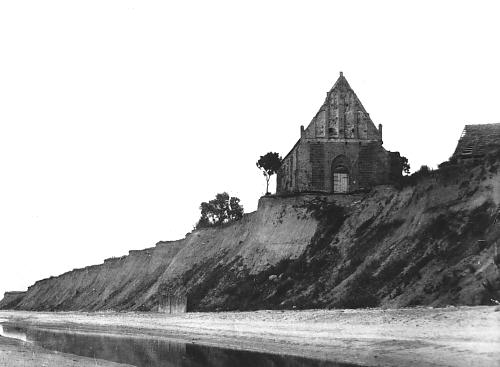
1870 год, церковь снаружи, вид с запада
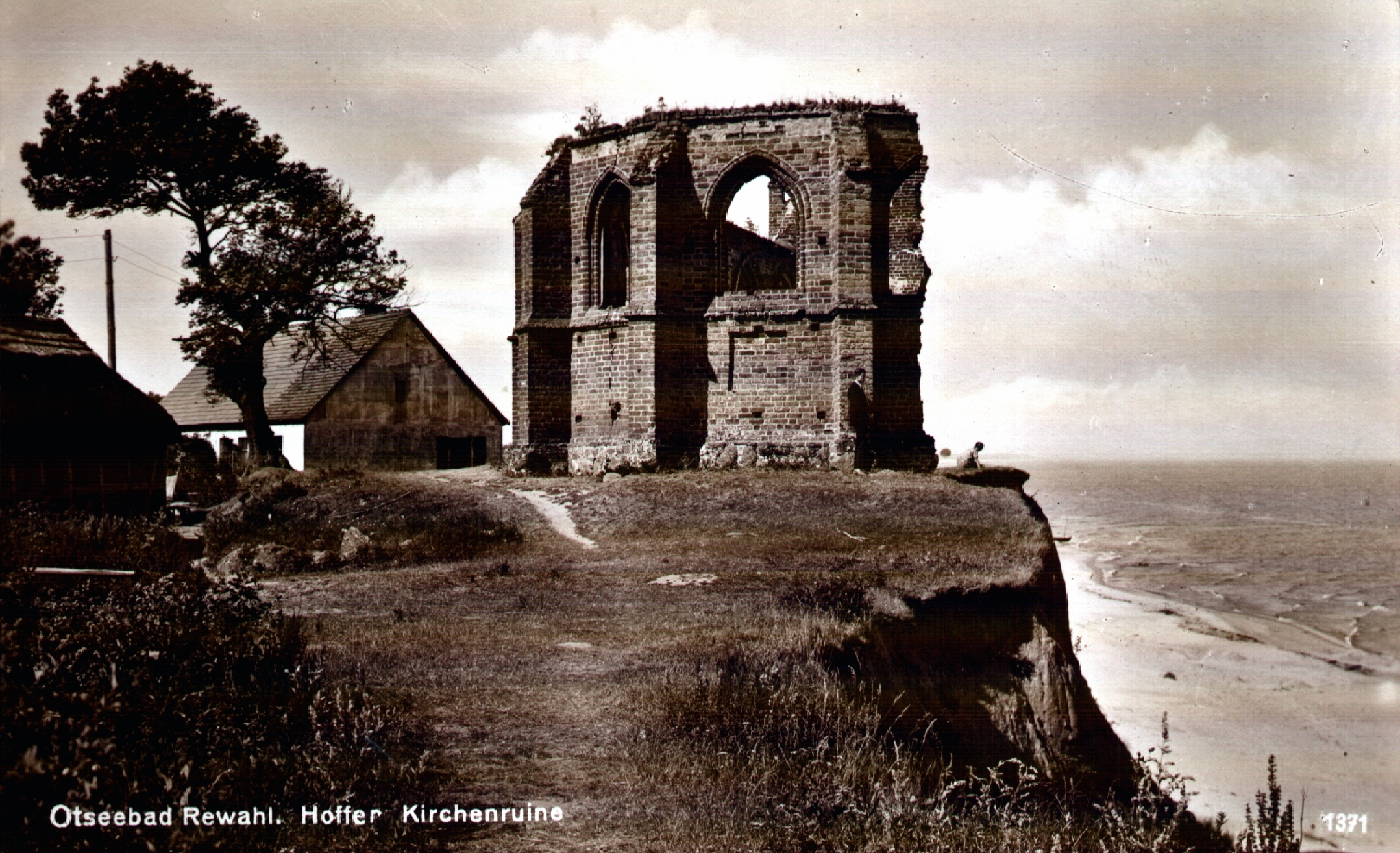
1930, вид с востока
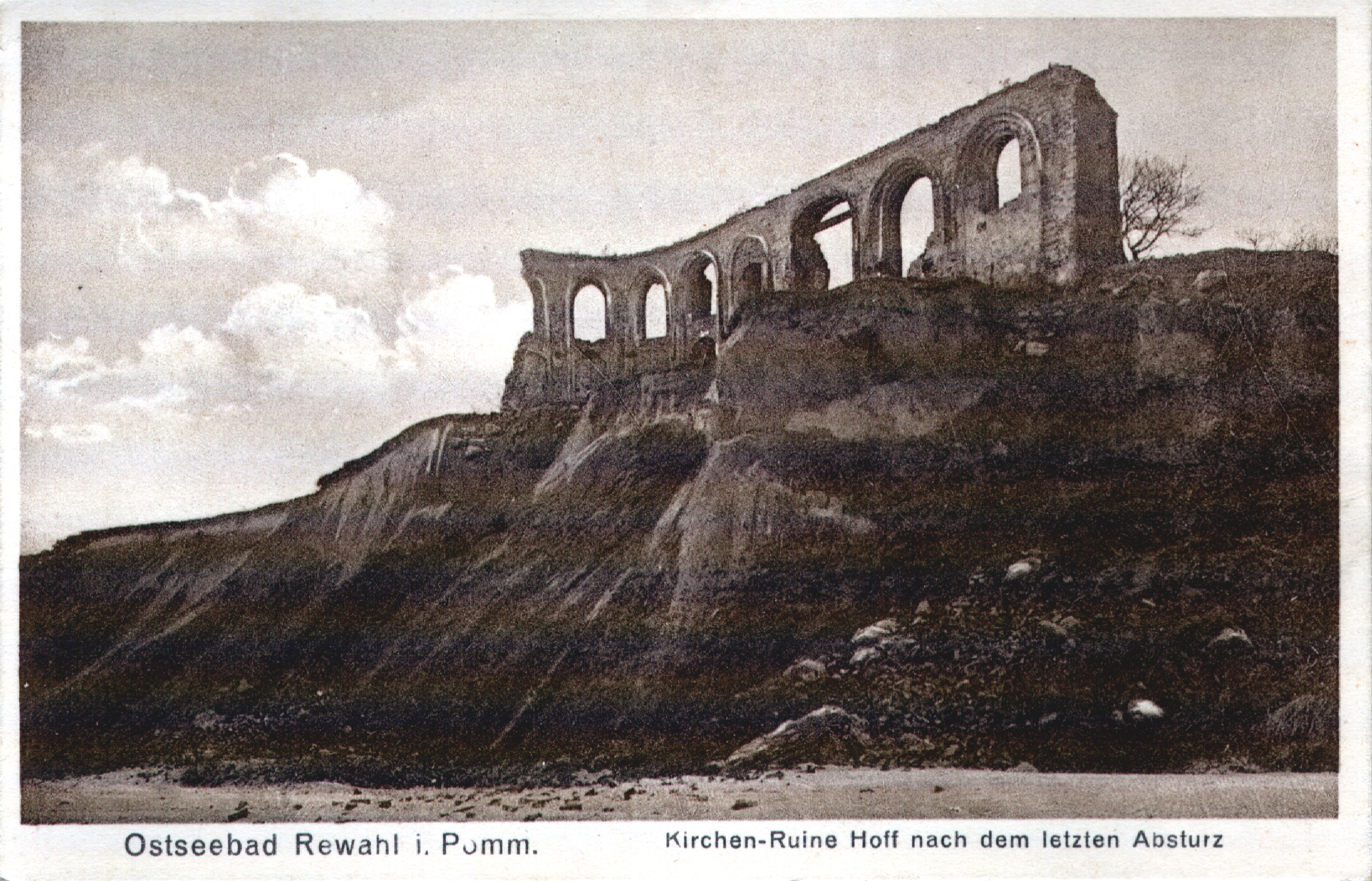
1930, вид с северо-запада
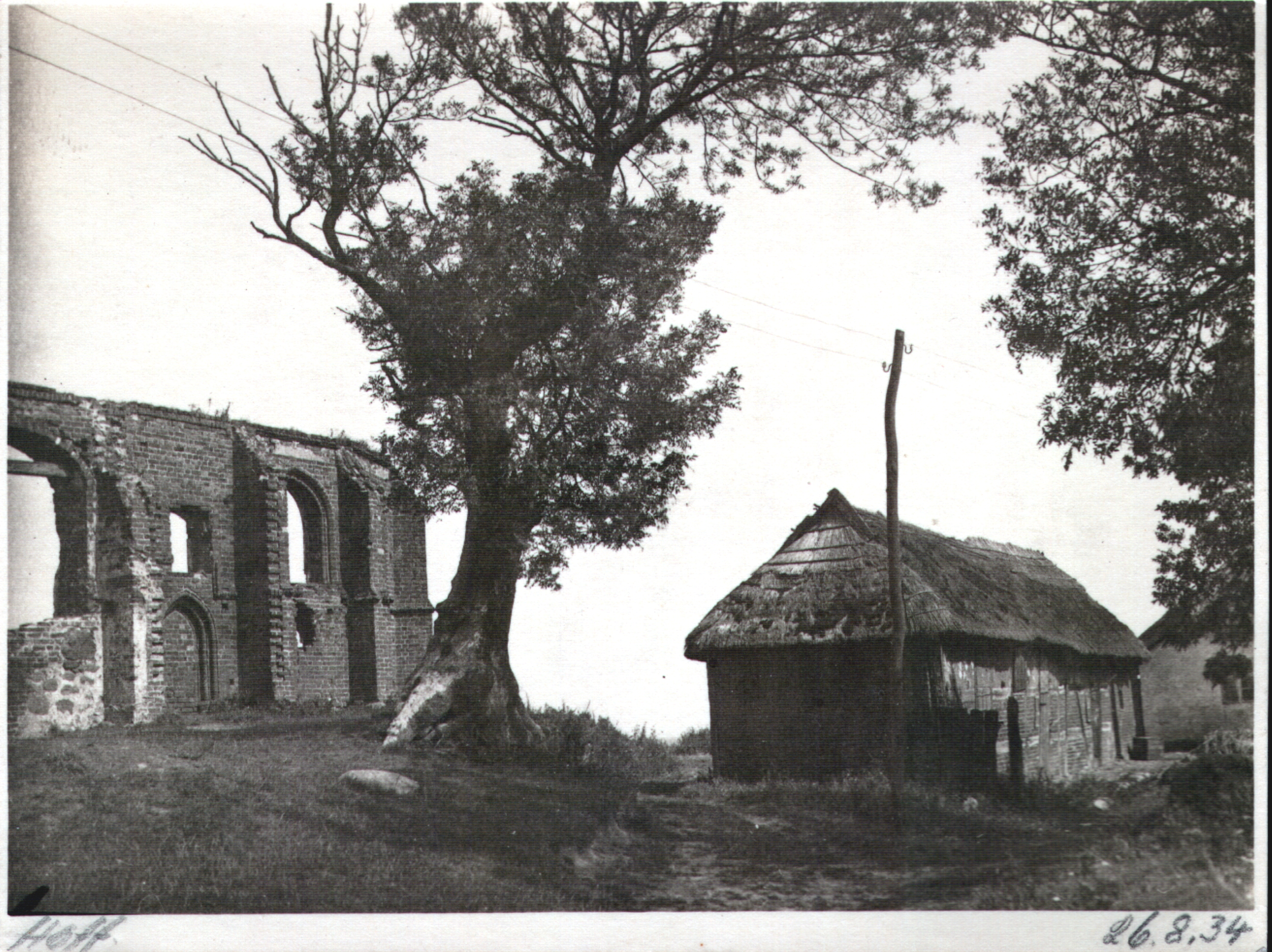
1934, вид с юго-запада
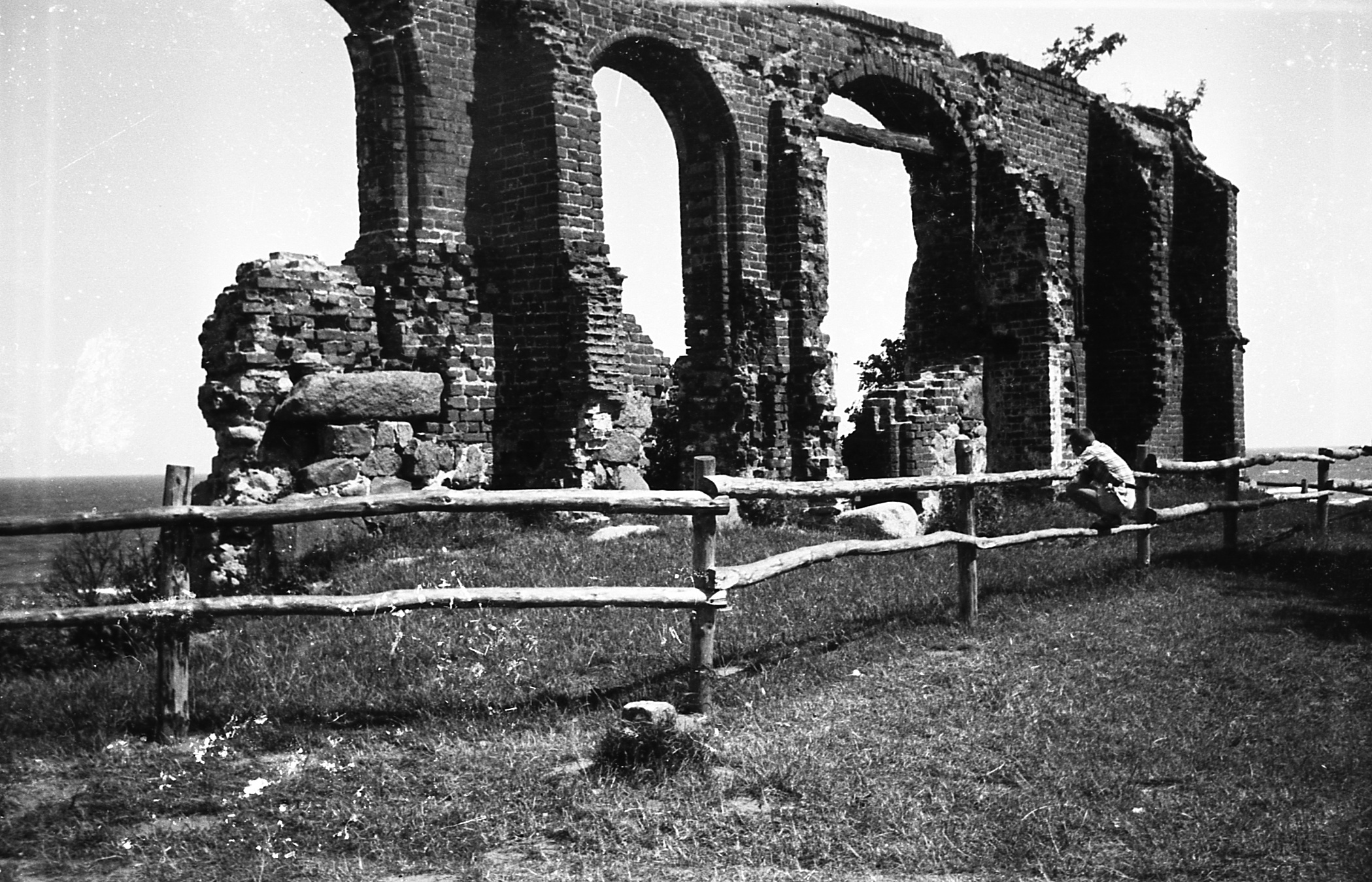
1965, вид с юго-запада
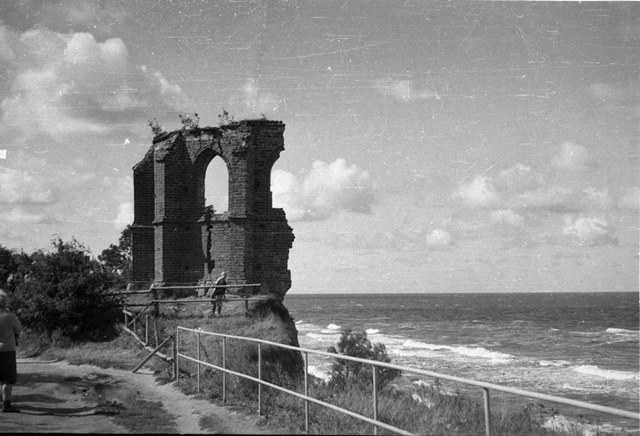
1971, вид с востока
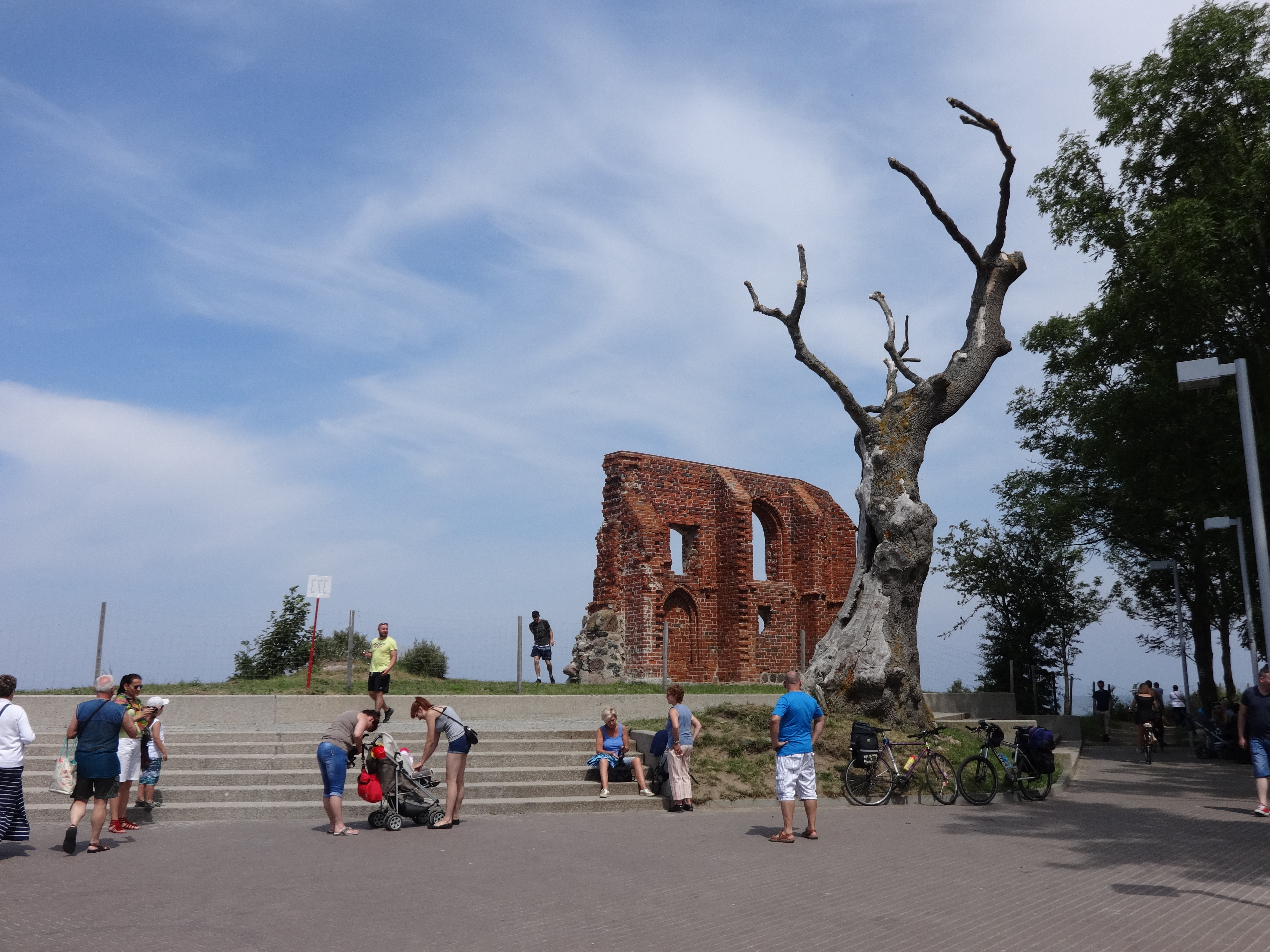
2014, вид с юго-запада
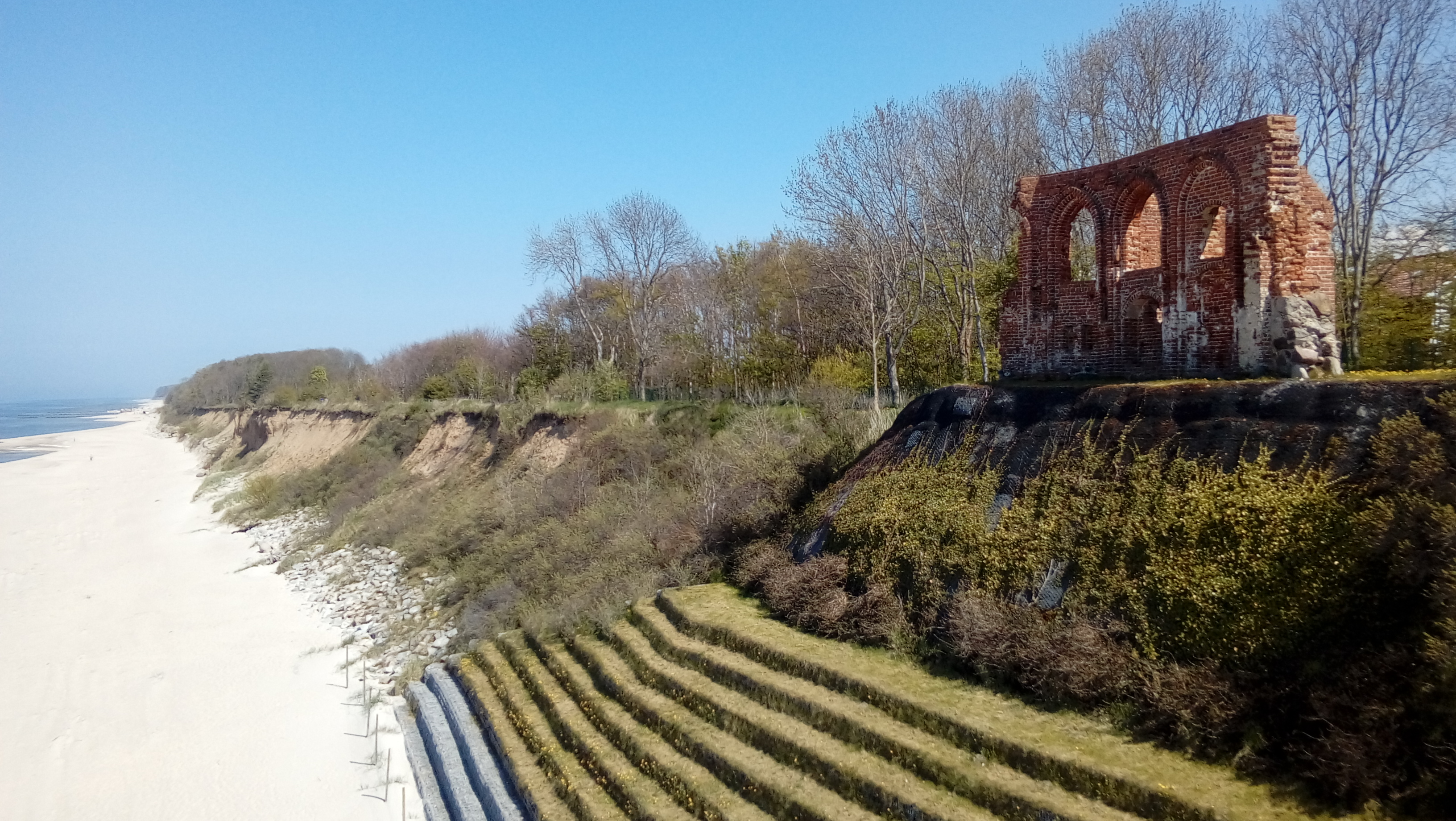
2017, вид со смотровой площадки